# 제나야 스테판스
제나야 스테판스(Janaya Stephens, 1974년 3월 17일 ~ )는 캐나다의 배우이다.
런던에서 태어났다.

## 방송
- 플래쉬 포인트 4
- 플래쉬 포인트 3
- 플래쉬 포인트 2
- 뷰티풀 피플

## 영화
- 플래쉬포인트 (2008년)
- 데스 레이스 (2008년)
- 룩아웃 (2007년)
- 카테고리 7 - 토네이도 (2005년)
- 레프트 비하인드 - 월드 앳 워 (2005년)
- 카테고리 6 - 지구 멸망의 날 (2004년)
- 뉴요커의 사랑 (2004년) - 로렌 역
- 레프트 비하인드 2 (2002년)
- 레프트 비하인드 (2001년) - 클로이 스틸 역
- 사랑보다 아름다운 유혹 2 (2000년)
- 레릭 헌터 (1999년)